# Shayipo Xiang
Shayipo Xiang (kinesiska: 沙依坡, 沙依坡乡) är en socken i Kina. Den ligger i provinsen Yunnan, i den sydvästra delen av landet, omkring 240 kilometer söder om provinshuvudstaden Kunming. Antalet invånare är 20 082. Befolkningen består av 9 373 kvinnor och 10 709 män. Barn under 15 år utgör 25,0 %, vuxna 15-64 år 67 %, och äldre över 65 år 7,0 %.
Genomsnittlig årsnederbörd är 2 182 millimeter. Den regnigaste månaden är juli, med i genomsnitt 478 mm nederbörd, och den torraste är februari, med 30 mm nederbörd.